# Bob Harrison (basket-ball)
Robert William Harrison, né le 12 août 1927 à Toledo dans l'Ohio, est un ancien joueur américain de basket-ball. Issu de l'Université du Michigan, il évoluait au poste d'arrière.
En NBA, il a successivement porté les couleurs des Minneapolis Lakers, Milwaukee Hawks, Saint-Louis Hawks, et des Syracuse Nationals, avec une moyenne de 7,2 points par match durant sa carrière, au cours de laquelle il compte une sélection aux NBA All-Star Game 1956.